# Grand Prix Singapuru 2014
Grand Prix Singapuru 2014 (oficiálně 2014 Formula 1 Singapore Airlines Singapore Grand Prix) se jela na trati Marina Bay Street Circuit v Singapuru dne 21. září 2014. Závod byl čtrnáctým v pořadí v sezóně 2014 šampionátu Formule 1.

## Kvalifikace
| Poř.                       | No. | Jezdec            | Konstruktér             | Časy v kvalifikaci | Časy v kvalifikaci | Časy v kvalifikaci | Pořadí na startu |
| Poř.                       | No. | Jezdec            | Konstruktér             | Q1                 | Q2                 | Q3                 | Pořadí na startu |
| -------------------------- | --- | ----------------- | ----------------------- | ------------------ | ------------------ | ------------------ | ---------------- |
| 1                          | 44  | Lewis Hamilton    | Mercedes                | 1:46.921           | 1:46.287           | 1:45.681           | 1                |
| 2                          | 6   | Nico Rosberg      | Mercedes                | 1:47.244           | 1:45.825           | 1:45.688           | 2                |
| 3                          | 3   | Daniel Ricciardo  | Red Bull Racing-Renault | 1:47.488           | 1:46.493           | 1:45.854           | 3                |
| 4                          | 1   | Sebastian Vettel  | Red Bull Racing-Renault | 1:47.476           | 1:46.586           | 1:45.902           | 4                |
| 5                          | 14  | Fernando Alonso   | Ferrari                 | 1:46.889           | 1:46.328           | 1:45.907           | 5                |
| 6                          | 19  | Felipe Massa      | Williams-Mercedes       | 1:47.615           | 1:46.472           | 1:46.000           | 6                |
| 7                          | 7   | Kimi Räikkönen    | Ferrari                 | 1:46.685           | 1:46.359           | 1:46.170           | 7                |
| 8                          | 77  | Valtteri Bottas   | Williams-Mercedes       | 1:47.196           | 1:46.622           | 1:46.187           | 8                |
| 9                          | 20  | Kevin Magnussen   | McLaren-Mercedes        | 1:47.976           | 1:46.700           | 1:46.250           | 9                |
| 10                         | 26  | Daniil Kvjat      | Toro Rosso-Renault      | 1:47.656           | 1:46.926           | 1:47.362           | 10               |
| 11                         | 22  | Jenson Button     | McLaren-Mercedes        | 1:47.161           | 1:46.943           |                    | 11               |
| 12                         | 25  | Jean-Éric Vergne  | Toro Rosso-Renault      | 1:47.407           | 1:46.989           |                    | 12               |
| 13                         | 27  | Nico Hülkenberg   | Force India-Mercedes    | 1:47.370           | 1:47.308           |                    | 13               |
| 14                         | 21  | Esteban Gutiérrez | Sauber-Ferrari          | 1:47.970           | 1:47.333           |                    | 14               |
| 15                         | 11  | Sergio Pérez      | Force India-Mercedes    | 1:48.143           | 1:47.575           |                    | 15               |
| 16                         | 8   | Romain Grosjean   | Lotus-Renault           | 1:47.862           | 1:47.812           |                    | 16               |
| 17                         | 99  | Adrian Sutil      | Sauber-Ferrari          | 1:48.324           |                    |                    | 17               |
| 18                         | 13  | Pastor Maldonado  | Lotus-Renault           | 1:49.063           |                    |                    | 18               |
| 19                         | 17  | Jules Bianchi     | Marussia-Ferrari        | 1:49.440           |                    |                    | 19               |
| 20                         | 10  | Kamui Kobajaši    | Caterham-Renault        | 1:50.405           |                    |                    | 20               |
| 21                         | 4   | Max Chilton       | Marussia-Ferrari        | 1:50.473           |                    |                    | 21               |
| 22                         | 9   | Marcus Ericsson   | Caterham-Renault        | 1:52.287           |                    |                    | 22               |
| 107% času vítěze: 1:54.152 |     |                   |                         |                    |                    |                    |                  |
| Zdroj:                     |     |                   |                         |                    |                    |                    |                  |

## Závod
| Poř.   | No. | Jezdec            | Konstruktér             | Počet kol | Čas/Odstoupení   | Pořadí na startu | Body |
| ------ | --- | ----------------- | ----------------------- | --------- | ---------------- | ---------------- | ---- |
| 1      | 44  | Lewis Hamilton    | Mercedes                | 60        | 2:00:04.795      | 1                | 25   |
| 2      | 1   | Sebastian Vettel  | Red Bull Racing-Renault | 60        | +13.534          | 4                | 18   |
| 3      | 3   | Daniel Ricciardo  | Red Bull Racing-Renault | 60        | +14.273          | 3                | 15   |
| 4      | 14  | Fernando Alonso   | Ferrari                 | 60        | +15.389          | 5                | 12   |
| 5      | 19  | Felipe Massa      | Williams-Mercedes       | 60        | +42.161          | 6                | 10   |
| 6      | 25  | Jean-Éric Vergne  | Toro Rosso-Renault      | 60        | +56.801          | 12               | 8    |
| 7      | 11  | Sergio Pérez      | Force India-Mercedes    | 60        | +59.038          | 15               | 6    |
| 8      | 7   | Kimi Räikkönen    | Ferrari                 | 60        | +1:00.641        | 7                | 4    |
| 9      | 27  | Nico Hülkenberg   | Force India-Mercedes    | 60        | +1:01.661        | 13               | 2    |
| 10     | 20  | Kevin Magnussen   | McLaren-Mercedes        | 60        | +1:02.230        | 9                | 1    |
| 11     | 77  | Valtteri Bottas   | Williams-Mercedes       | 60        | +1:05.065        | 8                |      |
| 12     | 13  | Pastor Maldonado  | Lotus-Renault           | 60        | +1:06.915        | 18               |      |
| 13     | 8   | Romain Grosjean   | Lotus-Renault           | 60        | +1:08.029        | 16               |      |
| 14     | 26  | Daniil Kvjat      | Toro Rosso-Renault      | 60        | +1:12.008        | 10               |      |
| 15     | 9   | Marcus Ericsson   | Caterham-Renault        | 60        | +1:34.188        | 22               |      |
| 16     | 17  | Jules Bianchi     | Marussia-Ferrari        | 60        | +1:34.543        | 19               |      |
| 17     | 4   | Max Chilton       | Marussia-Ferrari        | 59        | +1 kolo          | 21               |      |
| Ret    | 22  | Jenson Button     | McLaren-Mercedes        | 52        | Napájení         | 11               |      |
| Ret    | 99  | Adrian Sutil      | Sauber-Ferrari          | 40        | Tlak vody        | 17               |      |
| Ret    | 21  | Esteban Gutiérrez | Sauber-Ferrari          | 17        | Elektronika      | 14               |      |
| Ret    | 6   | Nico Rosberg      | Mercedes                | 13        | Elektronika      | PL               |      |
| DNS    | 10  | Kamui Kobajaši    | Caterham-Renault        | 0         | Pohonná jednotka | –                |      |
| Zdroj: |     |                   |                         |           |                  |                  |      |

Poznámky
1. ↑  Jean-Éric Vergne obdržel trest přičtení 5 sekund k času v cíli za překračování limitů trati.
2. ↑  Nico Rosberg musel kvůli problémům s elektronikou v zaváděcím kole startovat z boxové uličky.
3. ↑  Kamui Kobajaši kvůli problémům s motorem v zaváděcím kole neodstartoval do závodu.

## Průběžné pořadí po závodě
- Tučně jsou vyznačeni jezdci a týmy se šancí získat titul v Poháru jezdců nebo konstruktérů.

Pohár jezdců
|   | Pořadí | Jezdec           | Body |
| - | ------ | ---------------- | ---- |
| 1 | 1      | Lewis Hamilton   | 241  |
| 1 | 2      | Nico Rosberg     | 238  |
|   | 3      | Daniel Ricciardo | 181  |
| 1 | 4      | Fernando Alonso  | 133  |
| 1 | 5      | Sebastian Vettel | 124  |

Pohár konstruktérů
|   | Pořadí | Konstruktér             | Body |
| - | ------ | ----------------------- | ---- |
|   | 1      | Mercedes                | 479  |
|   | 2      | Red Bull Racing-Renault | 305  |
|   | 3      | Williams-Mercedes       | 187  |
|   | 4      | Ferrari                 | 178  |
| 1 | 5      | Force India-Mercedes    | 117  |